# Janet McTeer
Janet McTeer, född 5 augusti 1961 i Newcastle, är en brittisk skådespelare. 
McTeer blev nominerad till en Oscar 2012 i kategorin Bästa kvinnliga biroll för sin roll som Hubert Page i Albert Nobbs.

## Filmografi i urval
- 1992 – Svindlande höjder
- 1995 – Carrington
- 1999 – Tumbleweeds
- 2000 – The King is Alive
- 2000 – Walking the Dead
- 2004 – Miss Marple: Mordet i prästgården
- 2005 – Tideland
- 2008 – Förnuft och känsla
- 2009 – Churchill - ära och nederlag
- 2011 – Albert Nobbs
- 2012 – The Woman in Black
- 2012 – Hannah Arendt
- 2013 – The White Queen (TV-serie)
- 2014 – Maleficent
- 2014 – The Honourable Woman (TV-serie)
- 2015 – Insurgent
- 2015 – Battle Creek (TV-serie)
- 2018 – Jessica Jones (TV-serie)
- 2024 – Kaos (TV-serie)
- 2027 – Harry Potter (TV-serie)

## Utmärkelser
- Tony Award för bästa prestation för en kvinnlig huvudroll i teater,  1997
- Theatre World Award,  1997[3]
- Laurence Olivier Award
- Officer av Brittiska imperieorden
- Drama Desk Award för bästa kvinnliga skådespelare i en pjäs

[Redigera Wikidata]